# 코미인
코미인(코미어: комияс)은 러시아의 동유럽 평원에 사는 우랄계의 민족 집단이다. 거주 지역은 주로 러시아의 코미 공화국에 분포하며, 인구 수는 약 55만 명 정도이다. 크게 북부의 코미지랸어를 사용하는 "코미지랸인"(또는 단순히 "코미인")과 남부의 코미페르먀크어를 사용하는 "코미페르먀크인"으로 나뉜다.

## 같이 보기
- 원주민